# Megacyllene neblinosa
Megacyllene neblinosa är en skalbaggsart som beskrevs av Di Iorio 1995. Megacyllene neblinosa ingår i släktet Megacyllene och familjen långhorningar. Inga underarter finns listade i Catalogue of Life.